# Prototyp (album)
Prototyp – trzeci album solowy polskiego rapera Kajmana. Wydawnictwo ukazało się 24 maja 2013 roku nakładem wytwórni muzycznej Step Records. Gościnnie na płycie wystąpili m.in. Bisz, Borixon, Grizzlee, BRK, Onar, Młody M, Hukos, Bas Tajpan oraz Bob One.
Nagrania dotarły do 8. miejsca zestawienia OLiS.

## Lista utworów
Opracowano na podstawie materiału źródłowego.
| CD1 1. "Bad Boy" (prod. Chmurok) 2. "Siemasz" (prod. TMK Beats, scratch DJ Noriz) 3. "Stracona szansa" (gościnnie: Grizzlee, prod. Chmoruk) 4. "Moje pięć minut" (prod. Donatan, scratch DJ Ace) 5. "Definicja: Hater" (gościnnie: DJ BRK, Onar, Młody M, Hukos, prod. Donatan) 6. "Prototyp" (gościnnie: Bas Tajpan, Bob One, prod. David Gutjar) 7. "M.W.J. (mało, więcej, jeszcze)" (prod. David Gutjar) 8. "Jeszcze raz" (gościnnie: Gedz, Tusz Na Rękach, prod. Only One) 9. "Radio 5g FM" (gościnnie: Buszu, Dejan, Borixon, Sitek. Prowadzenie: Pan Duże Pe, Filip Rudanacja, prod. Kaerson) 10. "Jabłko" (prod. RX) 11. "Atak klonów" (gościnnie: Ramzes, Bonson, prod. Magiera) 12. "Mamy to tylko dziś" (gościnnie: Karaz, Luka, prod. 101 Decybeli, scratch: DJ Ace) 13. "Kły" (prod. Bob Air, scratch DJ Ace) 14. "Lojalność i zdrada" (gościnnie: Bisz, prod. Bob Air, scratch DJ Ace) 15. "To dla moich ludzi" (gościnnie: WSRH, prod. TMK Beatz, scratch DJ Noriz) 16. "Plecak znaleziony na szczycie" (prod. L-Pro, scratch DJ Ace) 17. "Siemasz (P*L*N remix)" |  | Bonus CD2 1. "Moje pięć minut" (101 Decybeli Remix) 2. "Atak klonów" (Tmk Beatz Remix) 3. "Mamy to" (Luka Remix) 4. "Stracone szanse" (Nerwus Remix) 5. "Kły" (Sakier Remix) 6. "Moje pięć minut" (Instrumental) 7. "Bad Boy" (Instrumental) 8. "5g Fm" (Instrumental) 9. "Siemasz" (Instrumental) 10. "Moje 5 minut" (A capella) 11. "Bad Boy" (A capella) 12. "5gFM" (A capella) 13. "Siemasz" (A capella) |